# Koivakero
Koivakero är ett berg i Finland.   Det ligger i den ekonomiska regionen  Fjäll-Lappland  och landskapet Lappland, i den norra delen av landet, 900 km norr om huvudstaden Helsingfors. Toppen på Koivakero är 490 meter över havet, eller 132 meter över den omgivande terrängen. Bredden vid basen är 2,3 km.
Terrängen runt Koivakero är platt åt sydost, men åt nordväst är den kuperad.  Trakten runt Koivakero är nära nog obefolkad, med mindre än två invånare per kvadratkilometer.